# Asura rufostria
Asura rufostria är en fjärilsart som beskrevs av Carl Plötz 1880. Asura rufostria ingår i släktet Asura och familjen björnspinnare. Inga underarter finns listade i Catalogue of Life.